# Serie A2 1984-1985 (pallavolo femminile)
La Serie A2 femminile FIPAV 1984-85 fu la 8ª edizione della manifestazione organizzata dalla FIPAV.
Delle 24 partecipanti, Libertas Caltagirone, Passalacqua Giarratana e Smalticeram Arbor Reggio Emilia provenivano dalla Serie A1, mentre Bistefani Casale Monferrato, CUS Padova, Pallavolo Gallico Reggio Calabria, Pieralisi Jesi e Succo di Lana Scandicci erano le neopromosse dalla Serie B. Le rinunce di Carpi, San Giovanni la Punta e della neopromossa Francavilla al Mare portarono ai ripescaggi di CUS Torino, Tor Sapienza Roma e Siarc Catanzaro.

## Classifiche
| Pos. | Squadra                         | Pt | G  |
| ---- | ------------------------------- | -- | -- |
| 1.   | Smalticeram Arbor Reggio Emilia | 38 | 22 |
| 2.   | Geo Survey Offshore San Lazzaro | 38 | 22 |
| 3.   | Zanetti Casalmaggiore           | 32 | 22 |
| 4.   | Elecar Piacenza                 | 28 | 22 |
| 5.   | Bistefani Casale Monferrato     | 26 | 22 |
| 6.   | Fontain Livorno                 | 24 | 22 |
| 7.   | Oxford Cenate Sotto             | 22 | 22 |
| 8.   | Jean d'Estrées Genova           | 20 | 22 |
| 9.   | CUS Torino                      | 16 | 22 |
| 10.  | CUS Padova                      | 8  | 22 |
| 11.  | Succo di Lana Scandicci         | 8  | 22 |
| 12.  | Pallavolo Spinea                | 4  | 22 |

| Pos. | Squadra                              | Pt | G  |
| ---- | ------------------------------------ | -- | -- |
| 1.   | Select San Giuseppe Vesuviano        | 40 | 22 |
| 2.   | Volley Roma                          | 34 | 22 |
| 3.   | Passalacqua Giarratana               | 30 | 22 |
| 4.   | Libertas Caltagirone                 | 28 | 22 |
| 5.   | Pallavolo Gallico Reggio Calabria    | 24 | 22 |
| 6.   | Pieralisi Jesi                       | 24 | 22 |
| 7.   | Giampaoli Ancona                     | 22 | 22 |
| 8.   | CUS Macerata                         | 20 | 22 |
| 9.   | Dopolavoro Ferroviario Castelvetrano | 18 | 22 |
| 10.  | Tor Sapienza Roma                    | 16 | 22 |
| 11.  | Siarc Catanzaro                      | 8  | 22 |
| 12.  | Ius Arezzo                           | 0  | 22 |

| Promosse in Serie A1 e ammesse ai play-off scudetto | Promossa dopo spareggi | Retrocesse in Serie B | Retrocessa dopo spareggi |